# John D. Chick Trophy
Il John D. Chick Trophy è un premio annuale della American Hockey League. Viene assegnato alla squadra con il record migliore della Pacific Division. In precedenza il premio è stato assegnato alle squadre vincitrici della Western Division (1962-73), della Southern Division (1974-95), delle Division Central/Empire (1996-2003), della South Division (2012-13) e della West Division (2013-2015).
Il trofeo è intitolato a John Chick, il quale fu vice presidente e tesoriere della American Hockey League.

## Vincitori
| Vittorie               | Squadra              |
| ---------------------- | -------------------- |
| 11                     | Rochester Americans  |
| 5                      | Hershey Bears        |
| 4                      | Milwaukee Admirals   |
| 3                      | Chicago Wolves       |
| 3                      | Binghamton Rangers   |
| 3                      | Baltimore Clippers   |
| 3                      | Buffalo Bisons       |
| 2                      | Texas Stars          |
| 2                      | Albany River Rats    |
| 2                      | Binghamton Whalers   |
| 2                      | New Haven Nighthawks |
| 2                      | Pittsburgh Hornets   |
| 1                      |                      |
| Ontario Reign          |                      |
| S. Antonio Rampage     |                      |
| Oklahoma C. Barons     |                      |
| Om. Ak-Sar-Ben Knights |                      |
| G. Rapids Griffins     |                      |
| Syracuse Crunch        |                      |
| KY Thoroughblades      |                      |
| Adirondack R. Wings    |                      |
| Baltimore Skipjacks    |                      |
| Virginia Wings         |                      |
| Cincinnati Swords      |                      |
| Cleveland Barons       |                      |

### Campioni della West Division (1962-1973)
| Stagione | Squadra             | Titolo |
| -------- | ------------------- | ------ |
| 1961-62  | Cleveland Barons    | 1      |
| 1962-63  | Buffalo Bisons      | 1      |
| 1963-64  | Pittsburgh Hornets  | 1      |
| 1964-65  | Rochester Americans | 1      |
| 1965-66  | Rochester Americans | 2      |
| 1966-67  | Pittsburgh Hornets  | 2      |
| 1967-68  | Rochester Americans | 3      |
| 1968-69  | Buffalo Bisons      | 2      |
| 1969-70  | Buffalo Bisons      | 3      |
| 1970-71  | Baltimore Clippers  | 1      |
| 1971-72  | Baltimore Clippers  | 2      |
| 1972-73  | Cincinnati Swords   | 1      |

### Campioni della South Division (1974-1995)
| Stagione | Squadra              | Titolo |
| -------- | -------------------- | ------ |
| 1973-74  | Baltimore Clippers   | 3      |
| 1974-75  | Virginia Wings       | 1      |
| 1975-76  | Hershey Bears        | 1      |
| 1976-77  | premio non assegnato |        |
| 1977-78  | Rochester Americans  | 4      |
| 1978-79  | New Haven Nighthawks | 1      |
| 1979-80  | New Haven Nighthawks | 2      |
| 1980-81  | Hershey Bears        | 2      |
| 1981-82  | Binghamton Whalers   | 1      |
| 1982-83  | Rochester Americans  | 5      |
| 1983-84  | Baltimore Skipjacks  | 1      |
| 1984-85  | Binghamton Whalers   | 2      |
| 1985-86  | Hershey Bears        | 3      |
| 1986-87  | Rochester Americans  | 6      |
| 1987-88  | Hershey Bears        | 4      |
| 1988-89  | Adirondack R. Wings  | 1      |
| 1989-90  | Rochester Americans  | 7      |
| 1990-91  | Rochester Americans  | 8      |
| 1991-92  | Binghamton Rangers   | 1      |
| 1992-93  | Binghamton Rangers   | 2      |
| 1993-94  | Hershey Bears        | 5      |
| 1994-95  | Binghamton Rangers   | 3      |

### Campioni della Central Division (1996)
| Stagione | Squadra           | Titolo |
| -------- | ----------------- | ------ |
| 1995-96  | Albany River Rats | 1      |

### Campioni della Empire State Division (1997-2000)
| Stagione  | Squadra             | Titolo |
| --------- | ------------------- | ------ |
| 1996-97   | Rochester Americans | 9      |
| 1997-98   | Albany River Rats   | 2      |
| 1998-99   | Rochester Americans | 10     |
| 1999-2000 | Rochester Americans | 11     |

### Campioni della East Division (2001)
| Stagione | Squadra           | Titolo |
| -------- | ----------------- | ------ |
| 2000-01  | KY Thoroughblades | 1      |

### Campioni della Central Division (2002-2003)
| Stagione | Squadra            | Titolo |
| -------- | ------------------ | ------ |
| 2001-02  | Syracuse Crunch    | 1      |
| 2002-03  | G. Rapids Griffins | 1      |

### Campioni della West Division (2004-2012)
| Stagione | Squadra                | Titolo |
| -------- | ---------------------- | ------ |
| 2003-04  | Milwaukee Admirals     | 1      |
| 2004-05  | Chicago Wolves         | 1      |
| 2005-06  | Milwaukee Admirals     | 2      |
| 2006-07  | Om. Ak-Sar-Ben Knights | 1      |
| 2007-08  | Chicago Wolves         | 2      |
| 2008-09  | Milwaukee Admirals     | 3      |
| 2009-10  | Chicago Wolves         | 3      |
| 2010-11  | Milwaukee Admirals     | 4      |
| 2011-12  | Oklahoma C. Barons     | 1      |

### Campioni della South Division (2013)
| Stagione | Squadra     | Titolo |
| -------- | ----------- | ------ |
| 2012-13  | Texas Stars | 1      |

### Campioni della West Division (2014-2015)
| Stagione | Squadra            | Titolo |
| -------- | ------------------ | ------ |
| 2013-14  | Texas Stars        | 2      |
| 2014-15  | S. Antonio Rampage | 1      |

### Campioni della Pacific Division (2016-)
| Stagione | Squadra       | Titolo |
| -------- | ------------- | ------ |
| 2015-16  | Ontario Reign | 1      |